# Myopites bonifaciae
Myopites bonifaciae es una especie de insecto del género Myopites de la familia Tephritidae del orden Diptera.

## Historia
Dirlbek la describió científicamente por primera vez en el año 1973.